# 上林 (香港)
上林（英語：Serenade）是位於香港大坑一個豪華住宅，位於香港島灣仔區大坑道，由兩幢住宅大廈組成，總共提供約275個單位，物業由金門建築興建，於2010年1月落成，前身為麗星樓，因為上林和維園以及其東部在城規會分區中屬北角規劃區，雖然選區屬灣仔區的天后選區，2013年6月的售樓書亦把地址更正為北角區。2016年開始，原屬東區的「維園」和「天后」兩區改為歸入灣仔區，亦即差不多整個大坑，包括勵德邨及上林等亦納入灣仔區範圍。
上林位於勵德邨旁，可享用勵德邨既定的交通設施。因為區內大型屋苑勵德邨大量人口帶動了商場及食肆勵德坊的建設，而勵德坊剛在上林旁邊，所以，由上林前往該處只須數分鐘步行路程。而上林標準戶型建築面績多數都在1000方呎以上，頂層特色戶型的面積最大達到4000方呎，上林是不少喜歡住在市區以外的高收入人士居住地。上林的層數只是層數名稱，因為中途隔了很多層數，把最高的53樓命名為第69層，如此類推，而上林居住層數則有44層。

## 簡介
而此住宅也是怡和遷往新加坡上市後的第三個香港住宅項目，值得留意的是，麗星樓重建項目的中、低層單位（8樓至32樓，共涉及約173伙），需要賠償予原麗星樓的住戶。換言之，置地可供對外發售的單位，實際上只有102伙，數量相當有限，這批公售的單位，全部位處33至66樓的高層單位。，由金門建築承建，2010年8月12日入伙。
上林前身為麗星樓（英文：Lai Sing Court）由已故的霍英東於1966年興建，於1969年落成，位於銅鑼灣大坑道13和15號，毗鄰勵德邨之南，虎豹別墅舊址之北，香港真光中學對面。直至1999年香港置地經五年時間完成收購，並於2004年底，引用剛通過的《土地（為重新發展強制售賣）條例》，將麗星樓推出拍賣，以釐清及統一業權，並進行重建。重建後的麗星樓命名為「上林」。
發展商透露，最快在2009年底推售，且呎價參考嘉富麗苑的2.4萬至2.6萬港元。東半山上林共涉及約270伙，其中170多伙將保留予麗星樓原業主，2009年中的換樓權價為1200萬元，至2009年9月已提升至1400萬元；扣除該批單位，可供公開發售的單位數目達95伙；最高兩層一梯一伙單位，面積分別為3700及3900方呎，2009年9月已接獲買家洽購。
直至2010年11月，上林仍然有一手貨尾單待沽，約有10個住宅樓盤未賣出，要到2017年初才售罄。按區議會分界，上林與毗鄰的勵德邨同屬東區，歸東區區議會範圍的天后選區，於城市規劃分區中屬北角規劃區。

## 圖集

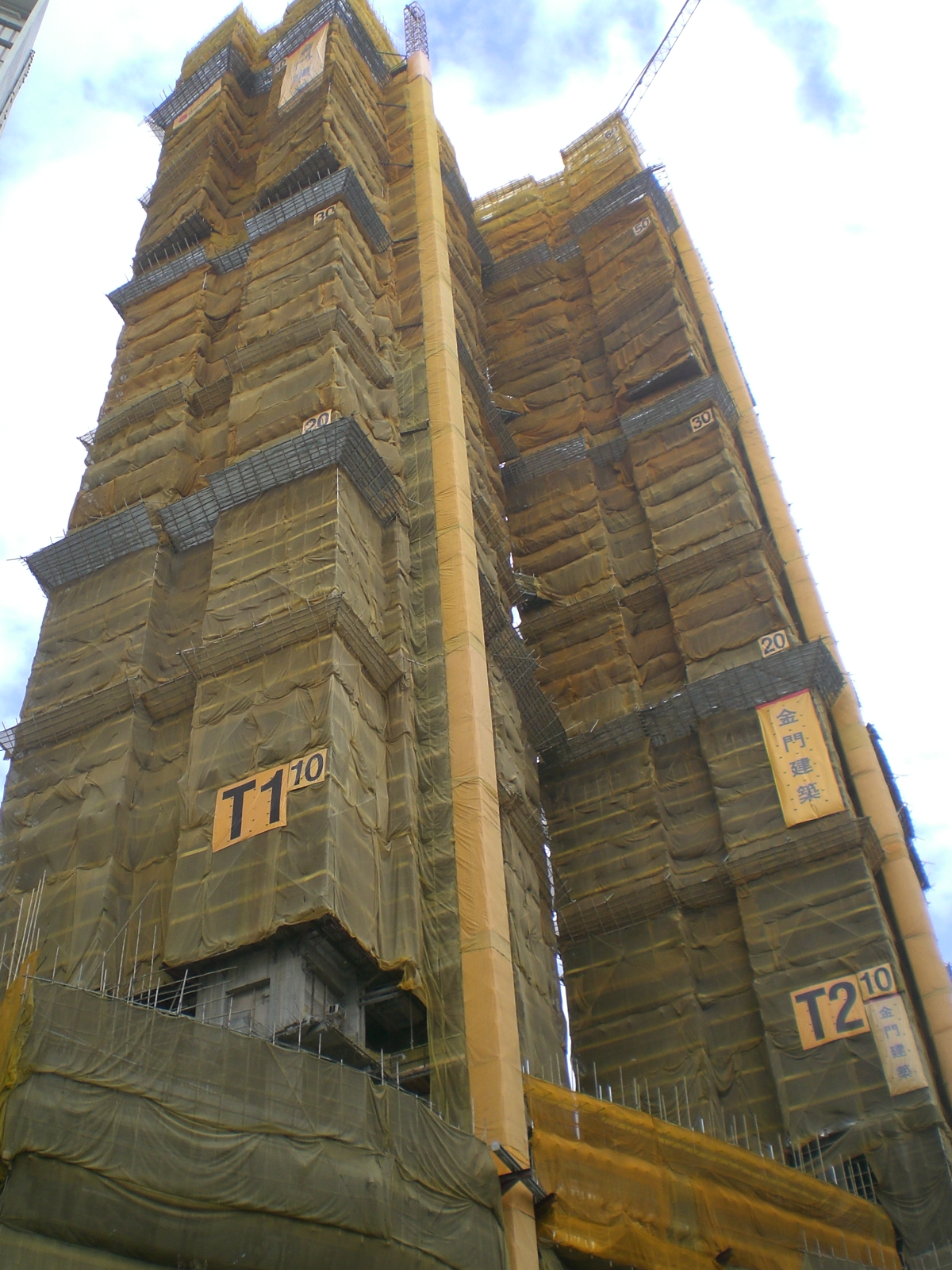
2009年2月的上林地盤實景
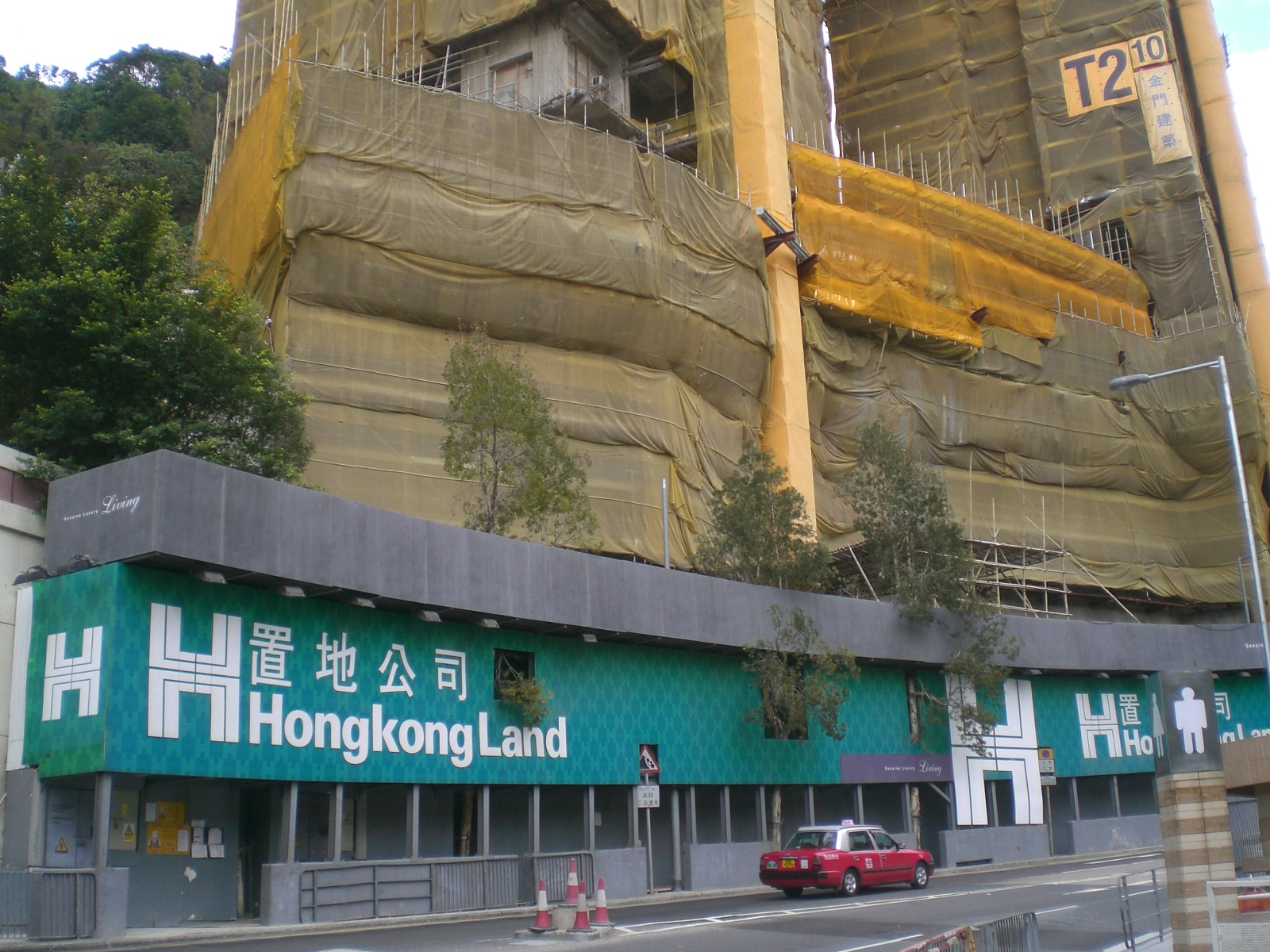
2009年2月的上林地盤實景
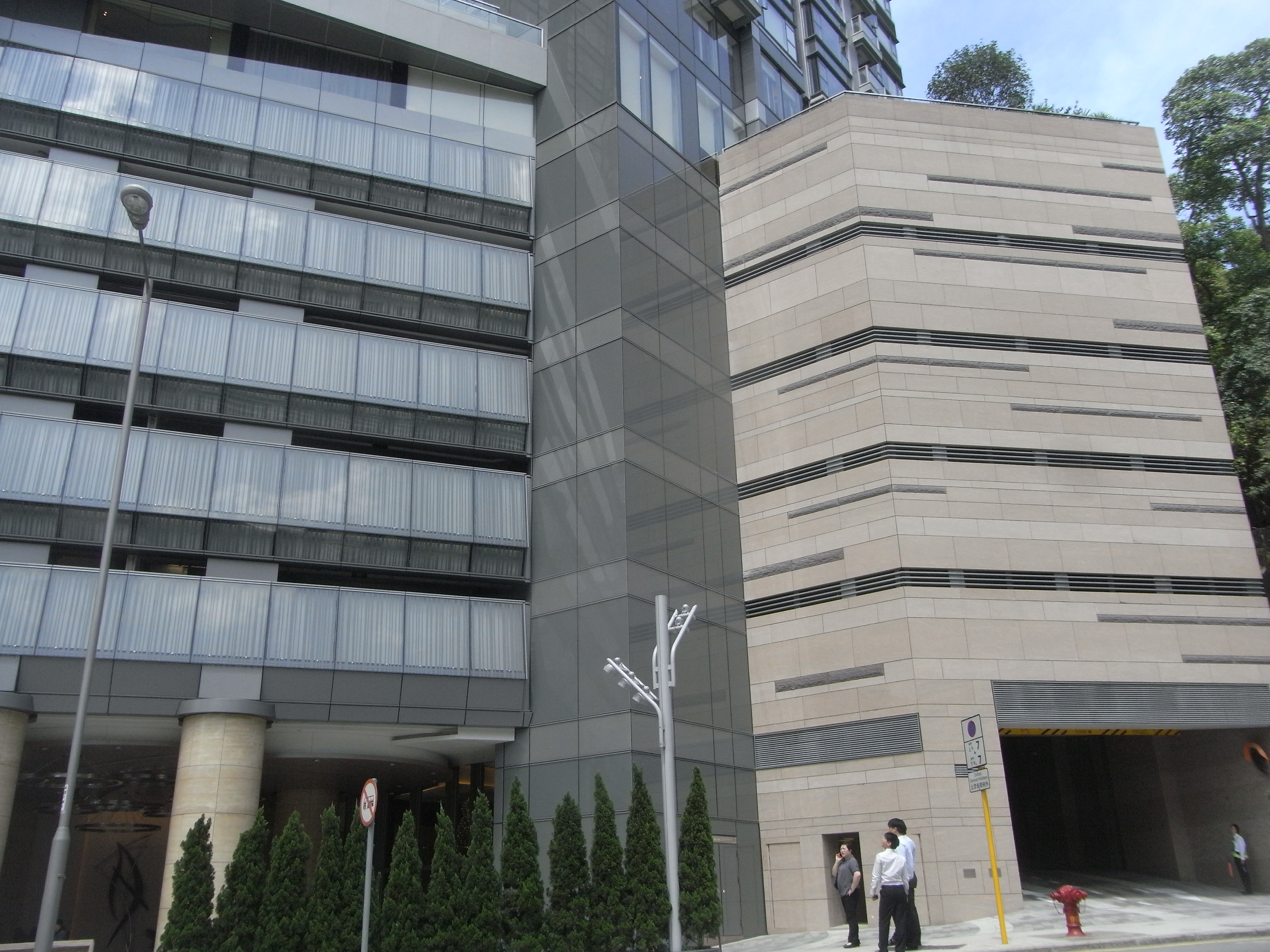
上林基座
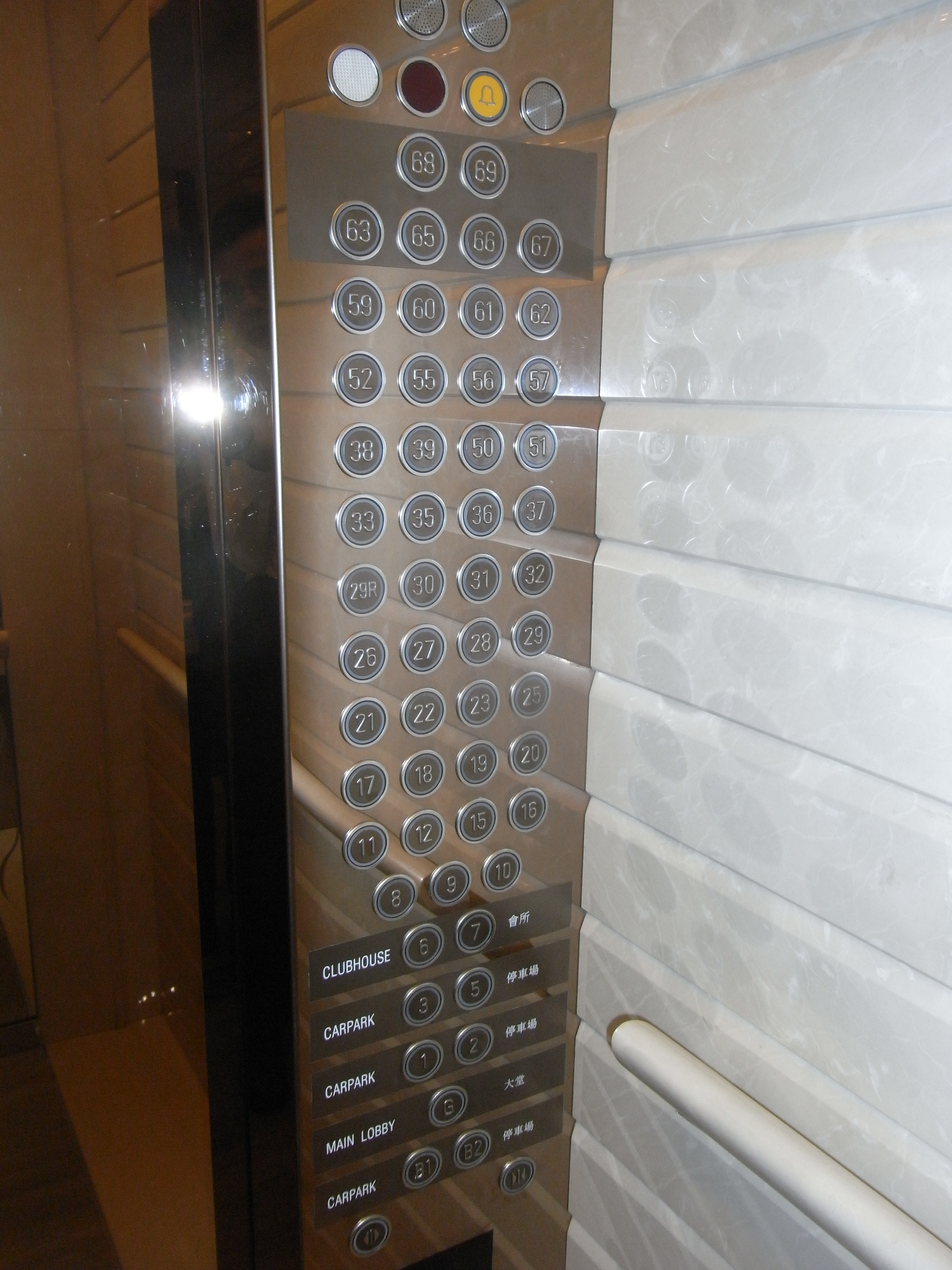
最高第69層，其實只有53層，跳了很多層

## 鄰近
- 虎豹別墅
- 渣甸山名門
- 龍華花園
- 勵德邨

## 交通
上林位於勵德村旁，享有為勵德村服務的既定巴士，小巴及天后站後山樓梯服務，上林和勵德村因為同樣可以由天后站後山樓梯步行15分鐘前往，而同被劃入灣仔區銅鑼灣的天后選區．勵德邨自設露天戶外停車場，由威信泊車收費經營。

## 註腳
1. ↑  新聞:置地上林 由天后修正為「北角」區
2. ↑  .   [2013-08-07]. （原始内容存档于2014-01-09）.
3. ↑  .   [2012-02-23]. （原始内容存档于2020-11-04）.
4. ↑  .   [2012-02-18]. （原始内容存档于2016-03-15）.

## 外部參考
- 麗星樓高度限制由30層至50層
- 引用《土地（為重新發展強制售賣）條例》，2005年1月置地拍賣麗星樓Archive.today的存檔，存档日期2013-04-28
- 麗星樓[永久] 雅虎香港地產
- 上林網站
- 上林 - 售樓說明書 （页面存档备份，存于）